# فالس (اريغ)
فالس (بالفرنسية: Vals, Ariège)‏ هي بلدية تقع في فرنسا في Canton of Mirepoix.[بحاجة لمصدر] يقدر عدد سكانها بـ 86 نسمة ومساحتها 4.13 كم2 وترتفع عن سطح البحر 270 متر.